# Nationaal Museum van de Speelkaart

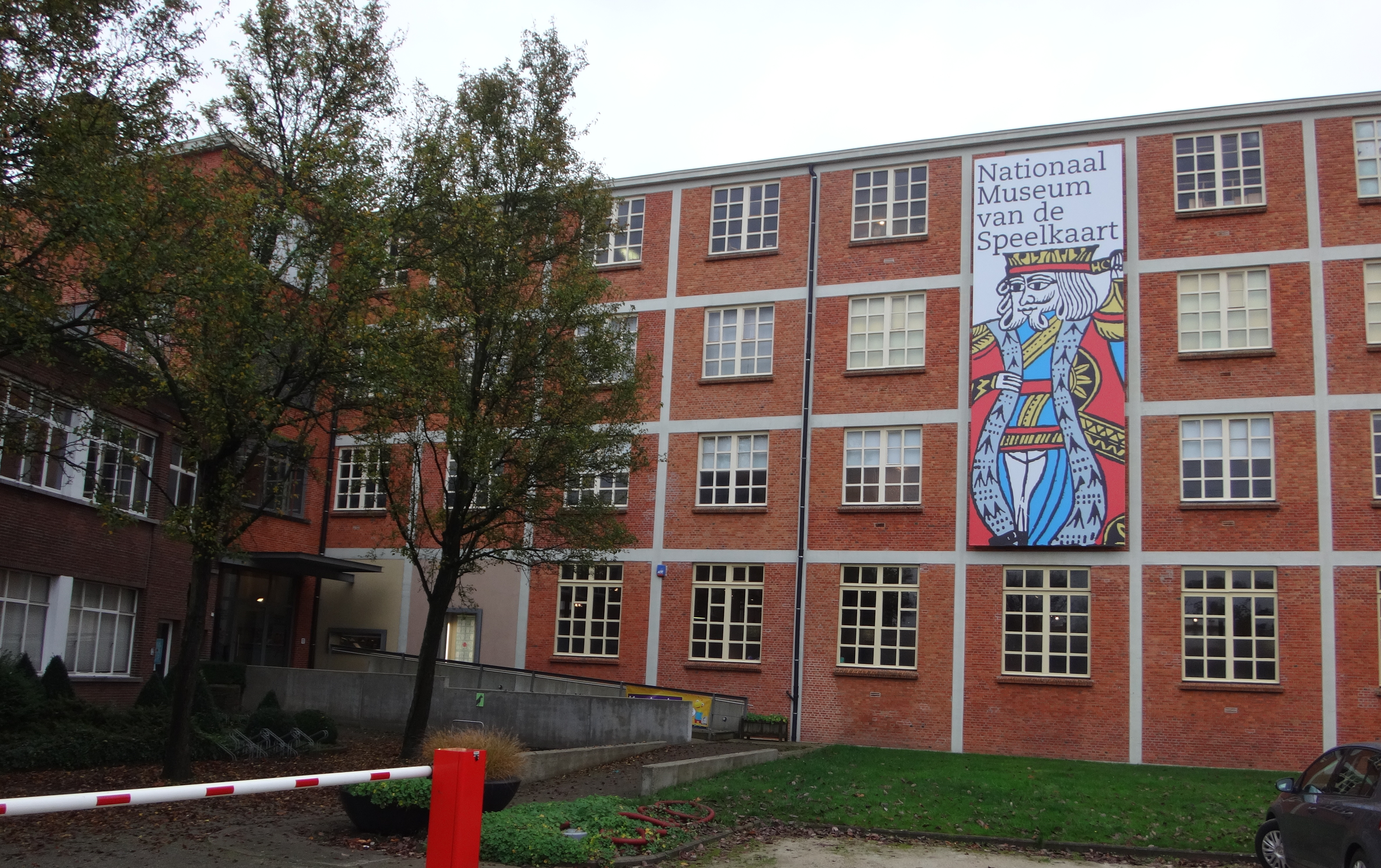
Het Nationaal Museum van de Speelkaart

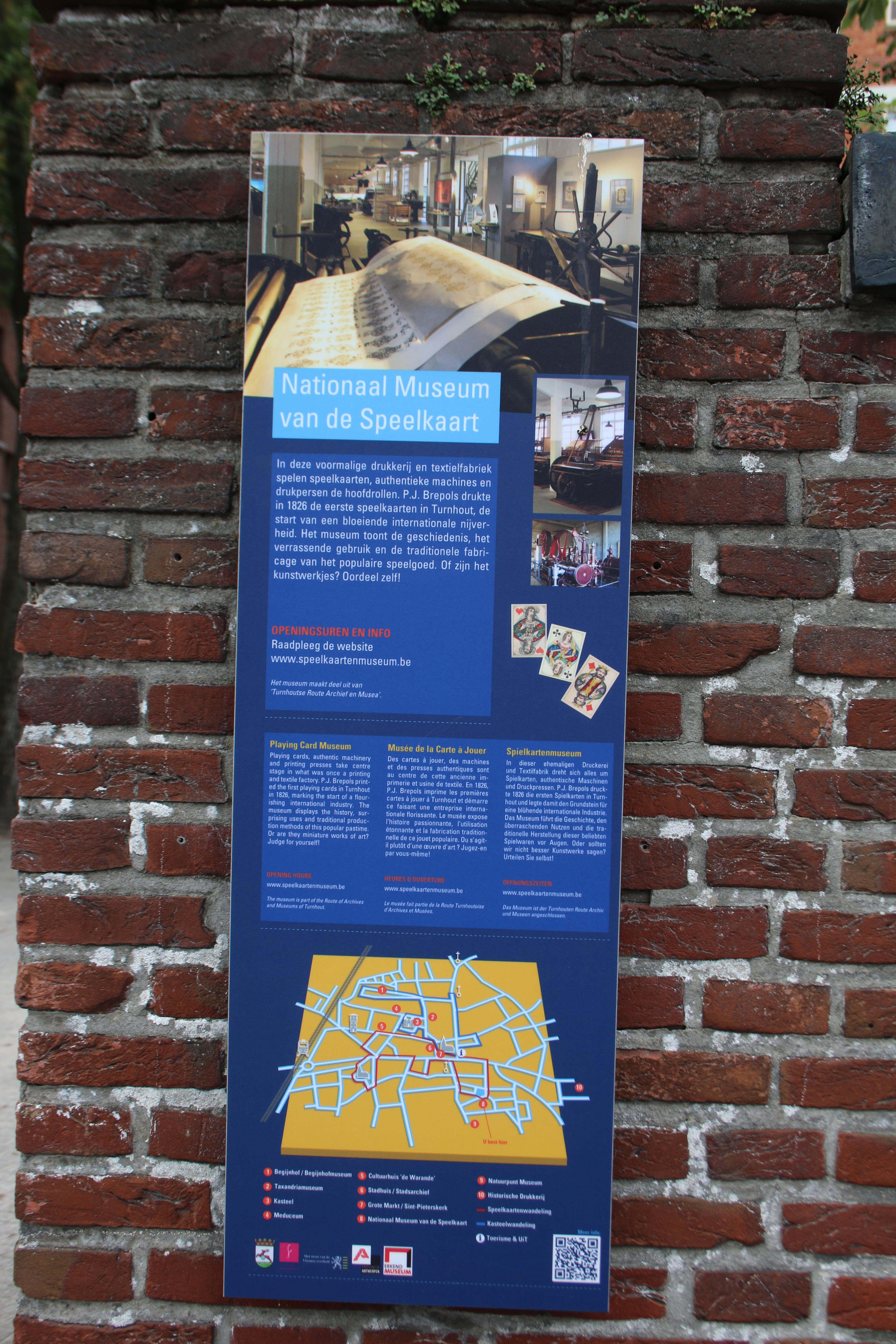

Het Nationaal Museum van de Speelkaart, ook kortweg het Speelkaartenmuseum, werd in oktober 1965 geopend en is sinds 1988 ondergebracht in een oud fabriekspand in Turnhout. Dit museum documenteert de geschiedenis, het gebruik en de fabricage van de speelkaart.

## Het museumgebouw
Het museum is sinds 1988 ondergebracht in een oud fabriekspand. In feite bestaat het museum uit enkele gebouwen, gelegen tussen de Druiven- en de Mermansstraat.
Het fabrieksgebouw dat tevens het hoofdgebouw is, dateert uit 1926. Het gebouw bestaat uit een skelet in gewapend beton en is opgevuld met baksteen. De firma Mesmaekers bouwde deze vleugel als annex om zijn activiteiten als drukker en speelkaartenmaker in onder te brengen. Het fabrieksgebouw is in de jaren 1999 tot en met 2003 grondig opgefrist en heringericht als museum onder leiding van architect Vittorio Simoni. Er werd toen ook een extra museumvleugel toegevoegd. De nieuwe glazen constructie fungeert als onderkomen voor de historische stoommachine van het museum.
In 1955 bouwde de firma Keuppens-Leysen, die intussen eigenaar was van het fabrieksgebouw, een voorbouw bij om kantoren in onder te brengen. 
Het museum is tevens verbonden met een pand in de Mermansstraat. Dat pand, ontworpen door architect Jules Taeymans, werd gebouwd in de periode 1911-1913 in neo-renaissancestijl in opdracht van de Geschied- en Oudheidkundige Kring Taxandria. Het pand bleef tot in 1993 het onderkomen van het Taxandriamuseum.

## Vaste collectie
De vaste collectie bestaat uit een grote verzameling aan speelkaarten uit Turnhout en de historische Nederlanden. De oudste originele stukken dateren van het begin van de 16de eeuw, maar de klemtoon ligt voornamelijk op de industriële periode.
Naast de speelkaarten zijn er in dit museum ook grafische machines en drukpersen te vinden. Het topstuk van dit technisch luik is waarschijnlijk de 19de-eeuwse stoommachine. 
Op de historische drukpersen in het museum worden er ongeveer twee keer per maand drukdemonstraties gehouden door gepassioneerde drukkers. De medewerkers van het museum laten tevens regelmatig de stoommachine voor de bezoekers draaien.

## Drukpersen
In het museum zijn nog een aantal historische persen te zien, waarmee kaarten werden gedrukt volgens diepdruk, steendruk en Offsetdruk. Sommige 19e-eeuwse machines werden aangedreven door een vliegwiel dat met hand werd aangezwengeld. De persen worden van tijd tot tijd tijdens demonstraties in werking gesteld.

## Tram 41
Het Nationaal Museum van de Speelkaart behoort, net zoals het het Begijnhofmuseum, het Taxandriamuseum en het Stadsarchief, tot de Turnhoutse Route Archief en Musea. De Turnhoutse Route Archief en Musea, beter bekend als TRAM 41, wordt gezien als het kenniscentrum van Turnhout en de Antwerpse Kempen.